# Robert Dale Owen

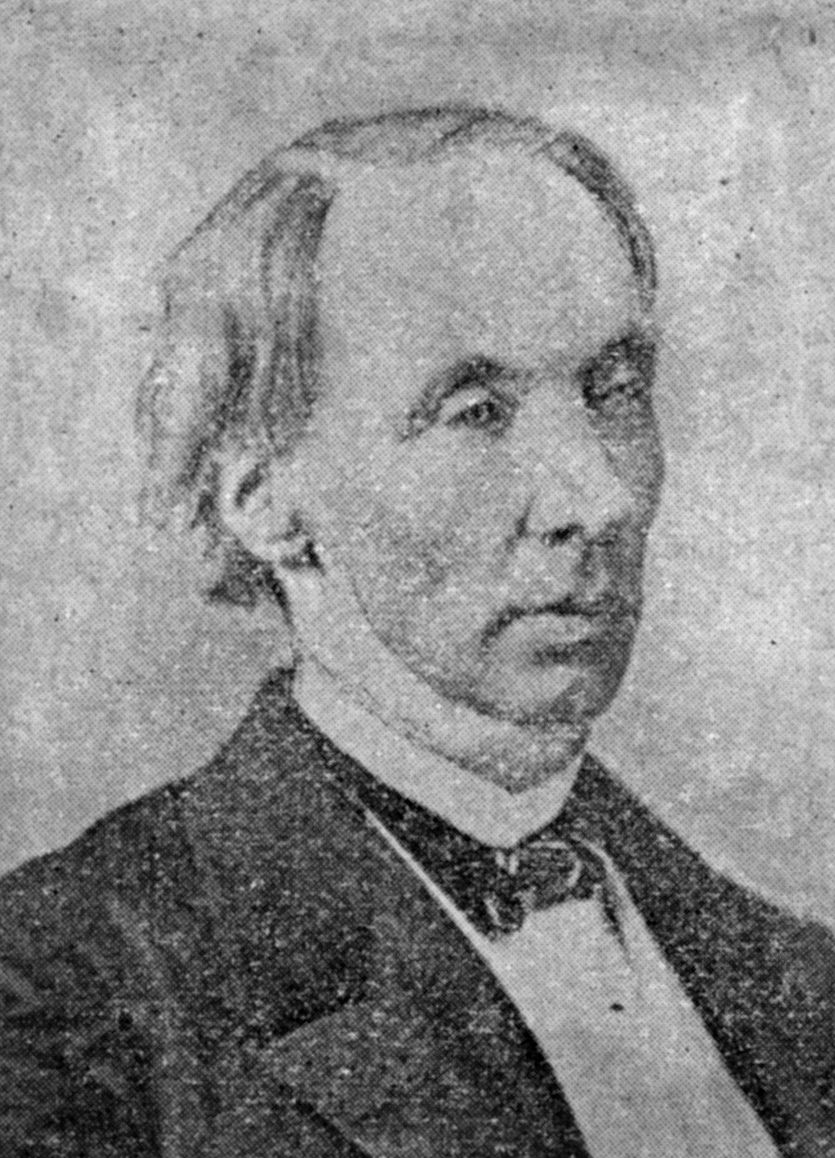
Robert Dale Owen

Robert Dale Owen (* 7. November 1801 in Glasgow, Schottland; † 24. Juni 1877 in Lake George, New York, Vereinigte Staaten) war ein US-amerikanischer Politiker, Diplomat und Sozialreformer.

## Leben
Robert Dale Owen war der Sohn des britischen Unternehmers und Sozialpolitikers Robert Owen. Er genoss Privatunterricht und besuchte von 1820 bis 1823 die Schule des Pädagogen Philipp Emanuel von Fellenberg in Bern. Er wanderte im Jahr 1825 mit seinen Eltern nach Amerika aus, die sich im Posey County in Indiana niederließen. Owen unterstützt seinen Vater beim Aufbau der frühsozialistische Produktionsgenossenschaft New Harmony. Nach dem Scheitern dieses Projektes kehrte er nach Europa zurück, um zu studieren. 1827 begab er sich wieder in die Vereinigten Staaten und erhielt die Staatsbürgerschaft. In den Jahren 1828 bis 1832 war Owen als Mitbegründer und Herausgeber der Zeitschrift Free Enquirer in New York tätig. Owens Buch Moral Physiology (erschienen 1830 oder 1832) war das erste in Amerika erschienene Buch, das Geburtenkontrolle befürwortete. Im Jahr 1832 kehrte er nach New Harmony zurück.
Von 1835 bis 1838 war Owen Abgeordneter im Repräsentantenhaus von Indiana. Nach zwei erfolglosen Kandidaturen 1838 und 1840 wurde er 1842 als Repräsentant für den ersten Distrikt von Indiana in den 28. Kongress gewählt, wo er Mitglied der Demokraten war. Owens saß bis März 1837 im Kongress und leitete den Kongressausschuss für Strassen- und Kanalbau. 1850 war er Delegierter auf dem Verfassungskonvent Indianas und 1851 erneut Abgeordneter in der State Legislature.
Owen setzte sich als führendes Mitglied der Demokratischen Partei für die Abschaffung der Sklaverei ein. In Washington, D.C. entwarf Owen das Gesetz zur Gründung der Smithsonian Institution. Im Jahr 1853 ernannte ihn Präsident Franklin Pierce zum Botschafter im Königreich beider Sizilien; diese Position hatte er bis 1858 inne. Zurück in den Staaten widmete er den Rest seines Lebens der Schriftstellerei über soziale Probleme. Im Frühjahr unterbreitete er Thaddeus Stevens einen Textvorschlag für den 14. Zusatzartikel zur Verfassung der Vereinigten Staaten, der nach starken Änderungen dem Kongress unterbreitet wurde.
Die Stadt Dale in Indiana wurde nach Robert Dale Owen benannt.

## Werke (Auswahl)
- Moral philosophy or a brief and plain treatise on the population question. Thomson Gale Publishers, Farmington Hills, Mich. 2006 (Online-Text der Ausgabe London 1844)
- Threading My Way. Twenty-Seven Years of Autobiography. Kelley Books, New York 1967 (Nachdruck der Ausgabe London 1874)
- Footfalls on the boundary of another world; Philadelphia : Lippincott, 1860 https://archive.org/stream/foot00fallsonboundowenrich#page/1/